# Zaischnopsis brachystylata
Zaischnopsis brachystylata är en stekelart som beskrevs av Gibson 2005. Zaischnopsis brachystylata ingår i släktet Zaischnopsis och familjen hoppglanssteklar. Inga underarter finns listade i Catalogue of Life.